# Мартынов, Василий Патрикеевич
Васи́лий Патрике́евич Марты́нов (20 августа 1863 — 1920) — уральский казак, генерал-майор, в 1917 году — войсковой атаман Уральского казачьего войска.

## Биография
Родился 20 августа 1863 года в семье уральского казака, генерал-майора П. В. Мартынова. В 1880 году окончил 2-ю военную гимназию (Санкт-Петербург). В 1882 году окончил 1-е военное Павловское училище. Проходил службу офицером лейб-гвардии Уральской казачьей сотни лейб-гвардии Сводно-Казачьего полка, а также в Уральских казачьих полках. C 1908 по 1916 годы — старший член Войскового правления Уральского казачьего войска (это была вторая после наказного атамана должность, основная должность во внутрихозяйственной жизни Войска). В 1916 году Мартынов В. П. был произведён в чин генерал-майора. В марте 1917 года после восстановления выборности атаманов в Войске, был избран Экстренным съездом выборных Войсковым атаманом Уральского казачьего войска, после отказа от этой должности, набравшего большинство голосов заслуженного генерал-лейтенанта Г. П. Любавина, сославшегося на старость и болезни, а затем и набравшего второе место по итогам голосования — генерал-майора М. Н. Бородина. На том же Войсковом съезде было принято решение вернуть войску имя Яицкого, а городу Уральску — Яицк, но переименование не прижилось. В мае 1917 года выборность атаманов была отменена, но в 29 октября того же года, на войсковом съезде, Мартынов вновь выбран атаманом и председателем Войскового правления. В январе 1918 года Мартынов подал в отставку из-за произошедших в Уральске беспорядков с участием возвращавшихся с фронта казачьих частей, приведших к человеческим жертвам.
С началом Гражданской войны Мартынов занимал ряд постов в белой Уральской армии, с избранием войсковым атаманом генерала В. С. Толстова был назначен его заместителем по гражданской части. После взятия 25-й Чапаевской дивизией г. Гурьева в январе 1920 года В. П. Мартынов вместе с подчиненными и с войсковой канцелярией был захвачен в плен в небольшом рыбацком посёлке Прорва и расстрелян. Также были расстреляны и оставшиеся в п. Прорва юнкера школы прапорщиков во главе с начальником школы полковником В. И. Донсковым.

## Семья
Супруга — Мартынова Софья Константиновна
Дети:
- Сын Мартынов Сергей Васильевич (в апреле 1919 г., сотник при Штабе 2-й дивизии).
- Дочери — ?